# نیو آگوستا (میسیسیپی)
نیو آگوستا (به انگلیسی: New Augusta) شهرکی در ایالت میسیسیپی کشور ایالات متحده آمریکا است که جمعیت آن در سرشماری سال ۲۰۱۰ میلادی، ۶۴۴ نفر بوده‌است.